# La espada de Joram
La espada de Joram (Darksword en la edición original en inglés, literalmente «la espada oscura») es una serie de novelas de fantasía heroica publicadas por Bantam Books y escritas por Margaret Weis y Tracy Hickman con portadas de Larry Elmore. 
A medida que continúa la historia, hay un cambio en la ambientación, alejándose del entorno de fantasía tradicional de un mundo mágico hacia la ciencia ficción.
La historia se desarrolla en una civilización alternativa donde la magia está presente en un alto grado; por el contrario, cualquier relación con la tecnología se considera algo pecaminoso. La historia sigue a Joram, un joven nacido sin magia en un mundo donde todos la poseen. Rechazado por su sociedad, Joram emprende un viaje para descubrir su verdadera identidad.

## Argumento
La historia comienza en el planeta Tierra en un momento en que los humanos se sienten atemorizados por la magia y por ello empiezan a exterminar a toda serie de criaturas mágicas, que son las portadoras de ésta. Al verse amenazados Merlín y otros magos como él viajan mediante un hechizo a otro mundo para poder vivir tranquilos. Ese mundo es Thimhallan. 
Pasados unos años comienzan las «Guerras del Hierro», dónde se enfrentan partidarios de la magia con los artesanos o hechiceros de las artes arcanas. Con la victoria de los practicantes de la magia se destierra a todos los artesanos y se considera que la tecnología es pecado.
Después de las «Guerras del Hierro», el «obispo del reino» trató de tener una visión del futuro, pero el proceso fue demasiado estresante para su cuerpo y murió sin poder escucharla entera.

«Nacerá de la casa real alguien que está muerto y que no obstante vivirá, que morirá de nuevo y volverá a vivir. Y cuando regrese, en su mano llevará la destrucción del mundo... ».
Margaret Weis y Tracy Hickman, La forja.

Pasados muchos años, recién nacidos de la nobleza empiezan a nacer sin magia, y comienza a cobrar veracidad la profecía, que aunque inacabada, a los ojos del Patriarca Vanya se transforma en realidad cuando el hijo del Emperador y de la Emperatriz de Merilon, y heredero al trono, Joram, nace sin magia.
Joram es enviado a morir pero Anja, una mujer aparentemente loca, lo rescata, lo adopta y lo cría como si fuera suyo. Joram vive a partir de entonces con su madre en un poblado alejado de la capital, usando trucos de prestidigitación para engañar al resto de los habitantes del poblado. Sin embargo, en una pelea, se descubre que Joram no tiene magia y rápidamente corre el rumor. El obispo de Merilon envía entonces a su brazo ejecutor, los Duuk-Tsarith, a capturarlo y Joram tiene que huir al destierro.
Junto al padre Saryon, un catalista resentido con su dios por no ser capaz de usar la magia sino sólo canalizarla, un amigo de la infancia mago llamado Mosiah, y un misterioso ser llamado Simkin, Joram vuelve del destierro con la «espada arcana» capaz de absorber la «vida» a Merilon donde conoce a Gwendolyn, una muchacha perteneciente a la aristocracia media, de quien se enamora perdidamente.

## Magia
En Thimhallan la magia es considerada como la «vida» y todo el mundo que nace con poderes mágicos (o con posibilidad de canalizarlos) es considerado como «vivo». Por el contrario la ausencia de ésta es considerada como «muerte» y a todo aquel que nace sin ellos se le considera como «muerto» y se le abandona al nacer.
Existen nueve tipos de magia, conocidos como misterios: fuego, agua, tierra, aire, vida, sombras, espíritu y muerte (tecnología).
En este libro la magia es algo cotidiano frente a la tecnología, un arte arcano repudiado y considerado como pecado. Este enfoque del libro es un poco distinto al de los libros de fantasía más comunes de su época y se debe a la influencia que varios grupos cristianos bien intencionados, pero bastante fanáticos, ejercieron en la década de 1980 al atacar a TSR por el juego de rol Dungeons & Dragons.

## Publicación
Los libros fueron publicados escritos inicialmente como una trilogía, y diez años después de ésta publicaron un cuarto volumen, ambientado veinte años en el futuro respecto a los acontecimientos narrados en los tres anteriores.
Tras la publicación del último volumen Margaret Weis confirmó que no habría más libros de La espada de Joram.
Loa serie fue publicada en español por Timunmas y traducida por Gemma Gallart.
Los títulos que comprenden la saga, junto con sus traducciones al español y fechas de publicación, son los siguientes:
1. Forging the Darksword (diciembre de 1987),[12] La espada de Joram. Volumen 1: La forja (1988).[3]
2. Doom of the Darksword (mayo de 1988),[13] La espada de Joram. Volumen 2: La profecía (1988).[14]
3. Triumph of the Darksword (septiembre de 1988),[15] La espada de Joram. Volumen 3: El triunfo (1989).[16]
4. Legacy of the Darksword (junio de 1998),[17] La espada de Joram. Volumen 4: El legado de la espada arcana (1999).[18]

## Recepción
Cuando apareció la trilogía tuvo un éxito notable apareciendo en la lista de superventas del New York Times en los siguientes puestos: La forja, puesto 15 el 27 de diciembre de 1987, La profecía, puesto 9 el 1 de mayo de 1988, y El triunfo, puesto 12 el 21 de agosto de 1988, pero no fue así con el cuarto libro. 
El tono del cuarto difirió bastante del resto de la trilogía, incluyendo presencia de extraterrestres, y recibió multitud de críticas en distintos medios.

## Adaptación al rol
Además de los cuatro libros indicados hay un quinto libro publicado, es un libro que tiene tintes de juego de rol en formato novela de bolsillo publicado sólo en inglés y llamado Darksword Adventures: The Complete Guide to Venturing in the Enchanted Realm of Thimhallan (diciembre de 1988).
Este libro es una campaña de rol completa, contiene material original (sobre todo personajes de los libros, un atlas, un sistema completo de reglas llamado Phantasia además de una guía para convertir personajes al sistema de la primera edición de Dungeons & Dragons).